# Outer Banks (serie de televisión)
Outer Banks (en ocasiones también llamada OBX) es una serie web estadounidense de acción–aventura, misterio y drama adolescente creada por Josh Pate, Jonas Pate y Shannon Burke y lanzada en Netflix. El trío también sirve como productores ejecutivos, con Rock Fish y Red Canoe Productions como empresas productoras. La serie sigue a John B. (Chase Stokes) y sus amigos mientras se embarcan en una búsqueda de un tesoro legendario que su padre también había buscado antes de desaparecer en el océano Atlántico. 
La primera temporada se lanzó en Netflix el 15 de abril de 2020 y recibió reseñas generalmente favorables. En julio de 2020, la serie fue renovada para una segunda temporada, la cual fue estrenada el 30 de julio de 2021. En diciembre de 2021, la serie fue renovada para una tercera temporada. En septiembre de 2022, durante el evento "TUDUM" de Netflix se anunció junto a un teaser que la tercera temporada sería estrenada en 2023, el 3 de enero de 2023 se anunció que la tercera temporada se estrenaría el 23 de febrero de 2023. El 18 de febrero de 2023 durante el evento "Poguelandia", que se llevó a cabo por el estreno de la tercera temporada, se anunció que la serie fue renovada para la cuarta temporada.
Las grabaciones de la cuarta temporada iniciaron en mayo de 2023, sin embargo, se detuvieron a los pocos días debido al inicio de la huelga de actores (SAG-AFTRA) que finalizó el 9 de noviembre de 2023, las grabaciones se retomaron a fines de noviembre de 2023, por lo que el estreno de la temporada 4 se retrasó unos 6 meses.
El 29 de agosto de 2024 se anunció que la temporada 4 se dividiría en 2 partes, que se estrenaron el 10 de octubre de 2024 y el 7 de noviembre de 2024.
El 4 de noviembre de 2024 se anunció que la serie había sido renovada para la temporada 5 y que esta temporada sería la última de la serie.
El 20 de junio de 2025 se confirmó el inicio de grabaciones de la temporada 5 y se extenderían hasta finales de año, el estreno de la temporada final será en 2026.

## Sinopsis
Outer Banks sigue a un grupo de adolescentes en los Bancos Externos de Carolina del Norte llamados a sí mismos «Pogues» y están decididos a averiguar qué le sucedió al padre desaparecido del cabecilla del grupo, John B. (Chase Stokes). En el camino, descubren un tesoro legendario relacionado con el padre de John B.
Perseguidos por la ley y un grupo rico y superior llamado los «Kook» de Figure Eight, los Pogues buscan superar obstáculos como las drogas, el amor, la lucha, la amistad, el dinero y cómo los ricos siguen ganando para completar el objetivo del padre de John B. en el que había estado trabajando durante 20 años. 

## Reparto y personajes

### Principal
- Chase Stokes como John B. Routledge, el cabecilla de los Pogues. Su padre está desaparecido, por lo que está decidido a encontrar el oro del Mercader Real que su padre estaba decidido a encontrar antes de su desaparición.
- Madelyn Cline como Sarah Cameron,  hija de Ward Cameron. Muchos se refieren a ella como la princesa de los Kooks; sin embargo, su lado rebelde a menudo rechaza la vida de Kook y la mezcla con los Pogues.
- Madison Bailey como Kiara «Kie» Carrera, la hija de un exitoso dueño de un restaurante que pasa el rato con los Pogues. Técnicamente es una Kook, ya que proviene de una familia adinerada y vive en la Figura Ocho, pero la rechazan debido a su afiliación con los Pogues.
- Jonathan Daviss como Pope Heyward, el cerebro de los Pogues.
- Rudy Pankow como JJ Maybank, el imprudente y leal mejor amigo de John B desde el tercer grado que sufre abusos por parte de su padre, Luke.
- Drew Starkey como Rafe Cameron,[nota 1] hijo de Ward y hermano mayor de Wheezie y Sarah, un drogadicto con problemas de ira.
- Austin North como Topper Thornton, el exnovio de Sarah y compañero Kook que desprecia a los Pogues.
- Charles Esten como Ward Cameron, el padre de Sarah y un rico empresario que vive en la parte más rica de Outer Banks conocida como «Figure Eight».
- Carlacia Grant como Cleo, miembro de la tripulación del buque de carga del Capitán Terrance de Nassau que se hace amigo de Sarah y John B, y luego se convierte en miembro del grupo.
- Fiona Palomo como Sofia,  una Pogue que quiere ser una Kook y más tarde la novia de Rafe.
- J. Anthony Crane como Chandler Groff, yerno de Wes y padre biológico de un integrante de los Pogues.
- Cullen Moss como Shoupe, un policía incompleto que intenta redimirse derribando a Ward.

| Chase Stokes     | John B. Routledge    | Principal  | Principal  | Principal  | Principal  | Principal  | Principal |
| Madelyn Cline    | Sarah Cameron        | Principal  | Principal  | Principal  | Principal  | Principal  | Principal |
| Madison Bailey   | Kiara "Kie" Carrera  | Principal  | Principal  | Principal  | Principal  | Principal  | Principal |
| Jonathan Daviss  | Pope Heyward         | Principal  | Principal  | Principal  | Principal  | Principal  | Principal |
| Rudy Pankow      | Jackson "JJ" Maybank | Principal  | Principal  | Principal  | Principal  | Principal  |           |
| Austin North     | Topper Thornton      | Principal  | Principal  | Principal  | Principal  | Principal  | Principal |
| Charles Esten    | Ward Cameron         | Principal  | Principal  | Principal  |            |            |           |
| Drew Starkey     | Rafe Cameron         | Principal  | Principal  | Principal  | Principal  | Principal  | Principal |
| Carlacia Grant   | Cleo Anderson        |            | Recurrente | Principal  | Principal  | Principal  | Principal |
| Fiona Palomo     | Sofia                |            |            | Recurrente | Principal  | Principal  | Principal |
| J. Anthony Crane | Chandler Groff       |            |            |            | Recurrente | Recurrente | Principal |
| Cullen Moss      | Sheriff Shoupe       | Recurrente | Recurrente | Recurrente | Recurrente | Recurrente | Principal |

### Recurrente
- Adina Porter como Sheriff Susan Peterkin (temporada 1), la sheriff local del condado de Kildare..
- Julia Antonelli como Wheezie Cameron, la hermana menor de Sarah y Rafe.
- Caroline Arapoglou como Rose Cameron, la madrastra de los hermanos Cameron y la esposa de Ward.
- E. Roger Mitchell como Heyward, el padre de Pope y empresario local.
- CC Castillo como Lana Grubbs (temporada 1), la viuda de un hombre llamado Scooter Grubbs que fue asesinado durante el huracán Agatha.
- Chelle Ramos como Comisaria Plumb (temporada 1-2), una policía que trabaja junto al sheriff Peterkin y el ayudante Shoupe.
- Brian Stapf como Cruz  (temporada 1), un matón que persigue a alguien en la ciudad que está vinculado a la brújula de Big John, incluidos los Pogues.
- Deion Smith como Kelce, amigo de Rafe y Topper.
- Charles Halford como «Big John» Routledge (temporada 1-3), el padre de John B. que estuvo detrás del tesoro durante 20 años antes de desaparecer en el océano Atlántico.
- Marland Burke como Mike Carrera, el padre Kook de Kiara que posee un exitoso restaurante llamado The Wreck.
- Nicholas Cirillo como Barry, el traficante de drogas de Rafe y dueño de una casa de empeño.
- Gary Weeks como Luke (temporada 1-2), el padre violento, drogadicto y alcohólico de JJ.
- Lou Ferrigno Jr. como Ryan (temporada 3), la mano derecha de Carlos.

### Invitado
- Brad Ashten como Ratter, un matón que persigue a alguien en la ciudad que está vinculado a la brújula de Big John, incluidos los Pogues.
- David Ury como Scooter Grubbs, el esposo de Lana Grubbs, quien fue asesinado durante el huracán Agatha.
- Jason Kirkpatrick como Ranger Hayes, el cuidador del faro que investiga el naufragio de The Royal Merchant.
- Mary Rachel Quinn como Cynthia Thornton, la madre de Topper.
- Jayson Warner Smith como Forense Charlie, forense del condado de Kildare.
- Samantha Soule como Anna Carrera, la madre de Kiara.
- Sharon E. Smith como Sra. Crain, una anciana que supuestamente asesinó a su marido León.
- Donna Biscoe como Beck, prestamista de la casa de empeño de Barry.
- Tonia Jackson como Sra. Heyward, la madre de Pope.
- Brad James como Agente Bratcher, agente del SBI al mando de la búsqueda de John B.

## Temporadas
| Temporada | Temporada | Episodios | Episodios              | Lanzamiento original   | Lanzamiento original  |
| --------- | --------- | --------- | ---------------------- | ---------------------- | --------------------- |
|           | 1         | 10        | 10                     | 15 de abril de 2020    | 15 de abril de 2020   |
|           | 2         | 10        | 10                     | 30 de julio de 2021    | 30 de julio de 2021   |
|           | 3         | 10        | 10                     | 23 de febrero de 2023  | 23 de febrero de 2023 |
|           | 4         | 10        | 5                      | 10 de octubre de 2024  | 10 de octubre de 2024 |
| 5         | 4         | 10        | 7 de noviembre de 2024 | 7 de noviembre de 2024 |                       |
|           | 5         | 10        | 10                     | 2026                   | 2026                  |

## Episodios

### Temporada 1 (2020)
| N.º | Título                                        | Dirigido por  | Escrito por                                                                  | Fecha de emisión original |
| --- | --------------------------------------------- | ------------- | ---------------------------------------------------------------------------- | ------------------------- |
| 1 | «Pilot» «Piloto»                              | Jonas Pate    | Josh Pate & Shannon Burke                                                    | 15 de abril de 2020       |
| El huracán Agatha, que devasta al condado de Kildare, salva inesperadamente a John B., cuyo padre desapareció hace nueve meses en el mar en busca de un naufragio, de los servicios infantiles. John B., junto a sus amigos, JJ, Kiara y Pope, encuentran en un pequeño naufragio la llave de un motel. Sin embargo, el dueño del bote, Scooter, aparece muerto. Cuando se dirigen a la estación de policía para informarlos, los oficiales les dicen que se vayan. En el motel encuentran una pila de dinero y una pistola, que JJ roba. Más tarde, el Comisario Shoupe roba el dinero con su compañera. En una fiesta, John B. y Topper, el novio de Sarah Cameron, pelean, y JJ los separa disparando el arma. Regresan al naufragio, en contra de la petición de la Sheriff Peterkin de mantenerse alejados, con un tanque de buceo robado del jefe de John B., Ward Cameron. John B. encuentra una bolsa negra escondida en uno de los compartimentos y regresa para tomar aire después de que la policía se retira, pero un bote misterioso con dos hombres empiezan a dispararlos, sin embargo, logran escapar. De vuelta en la costa, abren la bolsa y encuentran una brújula que pertenecía al padre de John B. |                                               |               |                                                                              |                           |
| 2 | «The Lucky Compass» «La brújula de la suerte» | Jonas Pate    | Shannon Burke                                                                | 15 de abril de 2020       |
| John B., decidido a descubrir qué le sucedió a su padre, regresa el equipo de buceo, donde se encuentra con Sarah y ella promete no decir nada. La hermana menor de Sarah, Wheezie, los escucha, y más tarde se lo dice a Topper. John B. encuentra a Lana, la esposa de Scooter, sollozando luego de ser golpeada por los hombres que persiguieron a los Pogues. Sin embargo, ella le ruega a John B. que no le diga a nadie que él tiene la brújula. John B. y su pandilla encuentran la palabra «Redfield» oculta en la brújula, pero son interrumpidos por los dos hombres, logran esconderse de ellos, pero saquean la investigación de Big John. Kiara y John B. visitan juntos el faro de Redfield y descubren del hombre a cargo la ubicación del Royal Merchant. John B. le muestra la brújula en busca de su ayuda, en cambio, se asusta y llama a la policía. John B. besa a Kie, pero ella lo rechaza por la regla de no relaciones entre Pogues. Topper le dice a Ward Cameron que no confíe en John B., y más tarde lo despide por robar el equipo de buceo. John B. es perseguido por los dos hombres, sin embargo, la sheriff lo salva y John B. le entrega la brújula. John B. descubre de su árbol genealógico que Redfield no es un lugar, sino una persona. En el cementerio, encuentran el mausoleo Redfield, donde Kie logra entrar por un espacio estrecho y mira en estado de shock lo que encuentra.                                                                               |                                               |               |                                                                              |                           |
| 3 | «The Forbidden Zone» «La zona prohibida»      | Cherie Nowlan | Josh Pate                                                                    | 15 de abril de 2020       |
| Kie encuentra un paquete del padre de John B. titulado «For Bird» («Para Bird»). Dentro encuentran un mapa y una grabación con coordenadas específicas del Royal Merchant. Se dirigen a un depósito de chatarra para robar un dron, donde Kiara distrae al trabajador mientras los chicos se escabullen. Un grupo de pescadores encuentra los cadáveres de los dos hombres misteriosos. Topper y Sarah tienen un momento íntimo, pero Sarah se da cuenta de que no está lista para acostarse con Topper. Al mismo tiempo, Rafe compra cocaína para la fiesta a la que están invitados Topper y Sarah. Con todo el equipo que necesitan, los Pogues esperan el clima adecuado. En esos días, Pope es golpeado por Rafe y Topper después del incidente con el arma. Para vengarse, JJ y Pope hunden el costoso bote de Topper. El clima finalmente llega y los cuatro amigos se dirigen a la ubicación del Royal Merchant. El clima comienza a cambiar mientras están en el mar, con una tormenta que se avecina en la distancia. John B. y los demás se preparan mientras luchan por mantener el control del dron. Finalmente, lo encuentran y se maravillan de los restos del Royal Merchant en el fondo del océano. |                                               |               |                                                                              |                           |
| 4 | «Spy Games» «Juegos de espías»                | Cherie Nowlan | Jonas Pate                                                                   | 15 de abril de 2020       |
| Aunque encuentran el naufragio, se dan cuenta de que el tesoro no está allí. Los oficiales Thomas y Cheryl aparecen en casa de John B. para llevarlo a los servicios infantiles. Él escapa, pero al hacerlo, se pone en el camino de Sarah, quien acepta ayudarlo. Ella lo lleva a su casa y menciona un nombre familiar, Denmark Tanny, quien estuvo en el Royal Merchant, y sintiendo que es una pista, van juntos a los archivos. Ambos se escabullen a bordo de un barco para llegar a Chapel Hill, donde están los archivos. En los archivos, John B. le confiesa a Sarah sobre la búsqueda del tesoro. Entre los documentos, encuentran una carta en código que Denmark escribió para su hijo a la cual John B. le toma una foto. Sarah y John B. regresan a Outer Banks y finalmente se despiden, pero en cambio se besan. La Sheriff Peterkin se da cuenta de que los dos hombres misteriosos murieron antes de llegar el agua y sus perforaciones pueden haber sido causadas por un gancho de pesca. Topper y Rafe pelean con los Pogues en represalia por hundir su bote, pero Kie los detiene al iniciar un incendio. De vuelta en casa, Topper habla con su madre y la policía sobre el bote y con una grabación rastrean a Pope como el responsable. Si bien Topper es reacio, su madre exige que presenten cargos. Cuando llega la policía, Pope es llevado y arrestado. Sin embargo, JJ se responsabiliza y es arrestado en su lugar.                                                        |                                               |               |                                                                              |                           |
| 5 | «MidSummers» «Fiesta del verano»              | Jonas Pate    | Josh Pate & Shannon Burke                                                    | 15 de abril de 2020       |
| JJ, al ser liberado, es golpeado por su padre. John B. lleva la carta de Denmark a un experto que la traduce. En una fiesta de celebración del verano de los Kooks, JJ se hace pasar por un mesero para dar una carta de John B. a Sarah. JJ es visto por Rafe y otros Kooks que lo golpean. John B. le dice a Sarah que necesita un mapa de Tannyhill de la oficina de Ward, y comparten un segundo beso, que Topper ve desde lejos. John B. reúne a sus amigos y les dice que el oro nunca se hundió; sino que ha estado en Tannyhill todo ese tiempo. El mensaje de Denmark fue la clave y ahora solo necesitan el mapa de Tannyhill para descubrir la ubicación exacta del tesoro. Cuando les dice que trabajó con Sarah, el grupo se ofende, especialmente Kie. Un borracho Topper profesa su amor a Sarah, solo que Sarah no está y en su lugar está su hermana, quien revela que Sarah se escapó. Después de entregar el mapa, Topper encuentra a John B. y Sarah en lo alto de una torre, se enfrenta a John B. empujándolo con fuerza y haciendo que caiga. Sarah pide ayuda y el grupo viene corriendo, donde Kie observa mientras Sarah besa a John B., que se despierta y encuentra a Sarah sentada al final de su cama del hospital, donde las arregla para escapar con un brazo roto y otros golpes. Llega el padre de Sarah, Ward, y ofrece ser el tutor legal de John B. |                                               |               |                                                                              |                           |
| 6 | «Parcel 9» «Parcela 9»                        | Jonas Pate    | Guion de: Keith Josef Adkins y Kathleen Hale Historia de: Keith Josef Adkins | 15 de abril de 2020       |
| John B. se instala en su nueva casa antes de mirar el mapa de Tannyhill y trazar una ruta. Los Pogues van juntos, donde resulta estar la casa de Sra. Crain, se escabullen en el sótano, y Pope encuentra un pozo escondido debajo de las tablas del piso. De vuelta en la casa Cameron, John B. se lo cuenta a Sarah y la invita a la siguiente parte de su misión después de que ella rompe con Topper. Sin embargo, Sarah no es bienvenida por los otros Pogues. Mientras tanto, Lana es interrogada por la Sheriff Peterkin y esto la lleva a una isla, donde descubre las gafas de Big John en un refugio junto a un cadáver. El distribuidor de drogas de Rafe, Barry, llega a su casa exigiendo su dinero. Más tarde, después de decirle a Ward, este se dirige a Barry, le entrega el dinero y procede a golpearlo. John B. deja a solas en un bote en aguas abiertas a Sarah y Kie para que resuelvan sus problemas, acción que funciona luego de que discuten. De vuelta en el sótano de la Sra. Crain, John B. baja al pozo por una cuerda sostenida por JJ y Pope, esto causa mucho ruido que despierta a la señora. Mientras baja, John B. descubre un compartimento secreto en las rocas donde encuentra las barras de oro. La Sra. Crain, que es ciega, camina hacia el sótano y comienza a dispararles a todos con una escopeta. Los cinco escapan al automóvil, donde John B. revela una de las barras de oro y celebran.                                                                  |                                               |               |                                                                              |                           |
| 7 | «Dead Calm» «Calma total»                     | Valerie Weiss | Kathleen Hale                                                                | 15 de abril de 2020       |
| John B. y Sarah hablan sobre el tesoro mientras Ward escucha desde la cocina. JJ y los demás venden su primer lingote de oro por USD $70 mil, sin embargo, la prestamista los manda a su almacén de dinero. Barry, el distribuidor de drogas, también es propietario de esa casa de empeño e intenta robarles, pero no lo logra. JJ se dirige a la casa de Barry y roba todo su efectivo en represalia. Barry se dirige a buscar a Rafe y lo confronta por el dinero robado. JJ le entrega los USD $25 mil a su padre y le ruega que no lo apueste, cuando no escucha, JJ lo golpea como represalia por haberlo golpeado y se lleva el dinero. Mientras tanto, John B. lleva a Sarah a una iglesia local abandonada donde terminan teniendo relaciones sexuales. JJ usa todo el dinero en lujos para ocultar su dolor, por lo que Kie y Pope lo confortan. Al día siguiente, John B. y Ward se dirigen a mar abierto, donde Ward menciona el oro. Mientras sigue hablando, Ward menciona a Redfield, cosa que John B. se da cuenta inmediatamente y lo interroga, pregunta cómo Ward sabe sobre eso y sobre la desaparición de su padre. Decidiendo que irá al sheriff, John B. da vuelta al barco con la intención de regresar, mientras Ward agarra su gancho de pesca, dejando implícito que él mató a los dos hombres misteriosos, trama su próximo movimiento, acercándose sigilosamente a John B. y preparándose para atacar.                                                                         |                                               |               |                                                                              |                           |
| 8 | «The Runway» «La pista»                       | Valerie Weiss | Rachel Sydney Alter                                                          | 15 de abril de 2020       |
| Ward y John B. pelean en el barco hasta que John B. agarra una moto de agua y escapa. John B. se dirige a la casa de Lana, donde descubre que la noche de la desaparición de Big John, él y Ward estaban en mar abierto discutiendo sobre el porcentaje del tesoro, cosa que llevó a una pelea en la que Ward a empujó a Big John, lo mató y arrojó al agua. Sin embargo, Big John llegó a la costa y tallo el mensaje en la brújula. Scooter encontró su cadáver y la brújula, y trabajó con Ward después de robar el mapa de Big John. Mientras tanto, Ward empala su propio hombro y culpa a John B. Por la mañana, John B. llega a Tannyhill y encuentra que Ward se llevó todo el oro. Más tarde ese día, Pope se dirige a una entrevista de beca de mérito, pero una vez allí, se da cuenta de algo y se apresura por ir con John B. y los demás, mencionando la pista de aterrizaje y el avión. Mientras John B. y los demás observan desde lejos, Sarah le pregunta a su padre sobre las cajas del avión y por qué están volando a las Bahamas. John B. inmediatamente conduce a la pista de aterrizaje, decidido a detenerlos y vengar a su padre mientras Ward obliga a Sarah a subirse al avión. John B. bloquea la pista, obligando a Ward a detener el avión. Finalmente, la Sheriff Peterkin llega para arrestar a Ward por matar a Big John, sin embargo, Rafe llega y le dispara a la sheriff, salvando a su padre del arresto.                                                             |                                               |               |                                                                              |                           |
| 9 | «The Bell Tower» «El campanario»              | Jonas Pate    | Dan Dworkin & Jay Beattie                                                    | 15 de abril de 2020       |
| Después del disparo, John B. huye mientras Ward envía el avión que tiene el oro a las Bahamas e intenta salvar a la sheriff con la ayuda de Shoupe. Sin embargo, la sheriff muere y Ward culpa a John B. para proteger a Rafe y encierra a Sarah en su habitación, quien luego escapa. John B. decide ir a la oficina del sheriff para informar lo que sucedió, pero es demasiado tarde y resulta que la policía ya decidió que John B. es sospechoso, gracias a Ward. Los Pogues deciden robar el bote del padre de JJ para que John B. pueda huir. Pope confiesa su amor a Kiara, pero ella lo rechaza. Cuando John B. evade la cacería, accidentalmente se encuentra en la casa de Kelce, y él y Topper lo atrapan, pero escapa. Mientras tanto, Sarah, después de que le dicen que John B. se dirige a Shem Creek, se da cuenta de a dónde va John B.: al campanario, su lugar especial. John B. y Sarah se abrazan, pero Topper lo interrumpe rápidamente cuando los sigue hasta el campanario y toca la campana, dejando que la policía sepa que están aquí. Rafe prende fuego a su escondite después de escuchar la campana. Afortunadamente, Topper está desesperado y dice que está dispuesto a hacer cualquier cosa para demostrar que ama a Sarah. Topper engaña a la policía al salir del campanario con la ropa de John B. para que John B. y Sarah tengan tiempo de escapar de la iglesia en llamas.                                                                                          |                                               |               |                                                                              |                           |
| 10 | «The Phantom» «El Phantom»                    | Jonas Pate    | Josh Pate & Shannon Burke                                                    | 15 de abril de 2020       |
| Ward le confiesa a Rose, su esposa, sus crímenes y los de Rafe mientras John B. y Sarah continúan escondiéndose. Más tarde, Ward intercepta el intento de Sarah de revelar la verdad al Agente Bratcher, pero ella escapa. Los Pogues roban el Phantom, el bote del padre de JJ, mientras que John B. y Sarah se ven obligados a abandonar su escondite y separarse para que John B. regrese a casa para recuperar el oro que ha escondido. Planean encontrarse en el muelle más tarde ese día para escapar con el Phantom a México. Rafe y Barry atacan a los Pogues mientras preparan el Phantom, pero son derrotados. En el proceso, Barry se entera de que Rafe asesinó a la sheriff e implica que chantajeará a Rafe. Mientras tanto, Sarah no está en el muelle pero John B. escapa en el Phantom. Más tarde en el agua, John B. ve a Sarah y la sube al bote, pero tienen que pasar el faro donde están instalados los policías. Oscurece y dejan que la marea los atraviese para evitar ser vistos, pero la energía eléctrica regresa en toda la isla y son descubiertos. La persecución policial los obliga a entrar en la tormenta y John B. revela las acciones de Ward por la radio, lo que lleva a Shoupe a arrestarlo, pero el Phantom se vuelca en la tormenta, y John B. y Sarah se presumen muertos. Mientras sus amigos lloran, John B. y Sarah son rescatados por un barco de pesca; encaminados a Nasáu, Bahamas, se dan cuenta de que ahora tienen la oportunidad de recuperar el oro. |                                               |               |                                                                              |                           |

### Temporada 2 (2021)
| N.º | Título                                       | Dirigido por   | Escrito por                           | Fecha de emisión original |
| --- | -------------------------------------------- | -------------- | ------------------------------------- | ------------------------- |
| 1 | «The Gold» «El Oro»                          | Jonas Pate     | Josh Pate & Shannon Burke             | 30 de julio de 2021       |
| Los Pogues lloran a John B y Sarah; la comunidad llora a Peterkin. El capitán del carguero, Terrance, intenta delatar a Sarah y John B; ellos escapan y alertan a los Pogues de que sobrevivieron. Ward le dice a Shoupe que se encargue de los Pogues mientras rechazan su versión de que John B mató a Peterkin. John B intenta, sin éxito, obtener el oro de la casa de Ward en las Bahamas; Sarah va tras él, pero Terrance la secuestra y envía a un miembro de la tripulación, Cleo, a buscar a John B. Desesperado, John B le da a Terrance la pepita de oro y lo convence de un plan para robar el oro. Los Pogues planean limpiar el nombre de John B; encuentran, amenazan y pinchan el teléfono del piloto de Ward, Gavin. Gavin chantajea a Ward con el arma de Rafe; Ward le dice a Gavin que se reúna con él mientras los Pogues escuchan. Ward no tiene suficiente dinero para pagarle a Gavin. Una alerta de seguridad en el teléfono de Ward hace que la policía de las Bahamas se presente en su casa y detenga a John B. La última escena muestra a John B esperando que la policía le muestre su rostro a Ward mientras Sarah observa con horror. |                                              |                |                                       |                           |
| 2 | «The Heist» «El Robo»                        | Jonas Pate     | Josh Pate                             | 30 de julio de 2021       |
| Sarah distrae a la policía; ella y John B escapan. Los Pogues ven a Ward matando a Gavin después de que discuten por el dinero; el arma de Rafe cae en la alcantarilla. Shoupe desmiente la historia de los Pogues sobre Ward y Gavin. Sarah consigue que Terrance acepte ir a buscar el oro nuevamente. Ward y Rafe se deshacen del cuerpo de Gavin y Rafe va en busca del arma. Sarah le dice a Wheezie que está viva y Wheezie le consigue los detalles del transporte del oro. Cleo, que se había disculpado con Sarah cuando Terrance la traicionó a ella y a John B, le advierte que no confíe en él. Kiara encuentra el arma y los Pogues se la llevan a Shoupe; Shoupe la guarda en su escritorio a pesar de que conduce a Ward. Ward y Rafe se van a Las Bahamas. Ward compra la lealtad de Rafe mostrándole el oro. Sarah, John B, Terrance y Cleo separan a Ward y Rafe de su seguridad y los emboscan en unos campos de caña. Sarah y John B toman el oro, huyen de la seguridad de Ward y quedan atrapados en los campos; Sarah descubre que tiene una herida de bala.                                                                                   |                                              |                |                                       |                           |
| 3 | «Prayers» «Plegarias»                        | Jonas Pate     | Josh Pate, Jonas Pate & Shannon Burke | 30 de julio de 2021       |
| Sarah y John B van al médico; Terrance y Cleo se van con el oro. El benefactor de la beca de Pope, C Limbrey, afirma que pueden limpiar a John B y podrían estar relacionados con el capitán del naufragio; Limbrey quiere encontrarse con Pope en Charleston. Después de la extracción de la bala, Sarah se queda sin pulso, pero finalmente regresa. Rafe revela que disparó a Sarah cuando tenía la intención de dispararle a John B, pero no le importa que fuera ella; Ward envía a la policía nuevamente tras John B y Sarah. Cuando Sarah se despierta, salen del médico, pero son perseguidos por la policía, que ha recuperado el oro. John B golpea accidentalmente a Cleo con el auto. Cleo revela que la policía tomó el oro y posiblemente mató a Terrance y su secuaz Stubbs. El auto del padre de Pope se estropea de camino a la casa de Limbrey. Rafe le dice a Ward que necesita ayuda. Cleo distrae a la policía para que John B y Sarah puedan escapar en el bote de Ward. John B y Sarah se casan de mentira en el bote. Los dos grupos de Pogues convergen en Charleston.                                                                       |                                              |                |                                       |                           |
| 4 | «Homecoming» «Volver a Casa»                 | Jonas Pate     | Shannon Burke                         | 30 de julio de 2021       |
| Los antepasados esclavistas de Carla Limbrey se negaron a dejar que Denmark Tanny comprara la libertad de su esposa e hija. Denmark murió tratando de sacar los restos de su esposa Cecilia de la casa de los Limbrey después de que los Limbrey pusieran a los perros tras ella por intentar escapar (la hija de Denmark sobrevivió). Limbrey quiere una llave del naufragio y planea tomar a Pope como rehén para que pueda obtenerla como rescate (también tiene una cinta de Gavin admitiendo que Rafe mató a Peterkin). Los Pogue huyen de ella y se reúnen con John B y Sarah. Ward le dice a Rose que Sarah está viva y que Rafe le disparó. Rose le dice que elija entre Rafe y Sarah. Kelce ve a los Pogue comprando cerveza y se lo dice a Rafe. Rafe y Barry aparecen para matar a los Pogue, pero se esconden. Pope y Kiara tienen relaciones sexuales. En Tannyhill, Ward le dice a Sarah que no elegirá entre ella y Rafe. Sarah le dice que testificará en su contra y se va. La policía (enviada por Ward) captura a John B y un oficial lo golpea brutalmente "por Peterkin".                                                                        |                                              |                |                                       |                           |
| 5 | «The Darkest Hour» «La Hora Más Oscura»      | Valerie Weiss  | Josh Pate & Shannon Burke             | 30 de julio de 2021       |
| Ward soborna a la ayudante Plumb para que otro prisionero mate a John B. La madre de Kiara la echa. Cuando Pope pregunta, su padre dice que su abuela solía tener la llave que Limbrey quiere. JJ le cuenta a John B su plan para sacarlo. Rafe ve los mensajes de Sarah a Wheezie y le envía un lugar de reunión. JJ roba la ambulancia de su primo Ricky. Pope encuentra la llave en el antiguo apartamento de su abuela. En la prisión, un paciente diferente entra en la ambulancia de JJ. Rafe amenaza a Sarah e intenta ahogarla; Topper aparta a Rafe de ella, lo golpea y amenaza con matarlo si vuelve a lastimar a Sarah. El hombre de Plumb en el interior intenta matar a John B, pero John B pide ayuda. Alertados por JJ, Kie y Pope aparecen y JJ se va con ellos. Shoupe encuentra a John B, quien reitera su inocencia y le cuenta sobre el intento de asesinato. Un colega de Shoupe en la SBI revela que el arma que Rafe usó para matar a Peterkin es suficiente para arrestarlo. El SBI rodea a Tannyhill. |                                              |                |                                       |                           |
| 6 | «My Druthers» «Hermanos»                     | Sunny Hodge    | Josh Pate & Shannon Burke             | 30 de julio de 2021       |
| John B es liberado, pero descubre que Sarah ha desaparecido. Sarah vuelve con Topper y ella y John B discuten. Pope y Kie deciden ser sólo amigos. El secuaz de Limbrey, Renfield, ataca al padre de Pope, quien le sugiere que vaya a visitar a su abuela para hablar de la llave. Se revela que Renfield es el medio hermano de Limbrey. Rose saca a Ward de la casa a escondidas. JJ y John B hacen un plan. La abuela de Pope revela que Dinamarca y Cecilia son los antepasados de Pope. Ward despide a Rafe y se va con Barry. Cuando llega Limbrey, John B la distrae con la vieja llave de su padre y Pope la cambia por la cinta exculpatoria. Barry lleva a la policía hasta Rafe y lo arrestan. Los Pogues les dan la cinta a la policía. El abuelo de Topper, el juez Holden, firma la orden de arresto de Ward. La policía acorrala a Ward en su barco y los Pogues se unen a ellos. Ward hace estallar el barco y parece suicidarse. Topper aparece y abraza a Sarah mientras ella llora, mientras John B se queda de pie en el muelle con expresión conflictiva.                                                                                       |                                              |                |                                       |                           |
| 7 | «The Bonfire» «El Robo»                      | Darnell Martin | Josh Pate & Shannon Burke             | 30 de julio de 2021       |
| En una confesión grabada, Ward admite haber asesinado a Big John y Gavin. Admite el asesinato de Peterkin, lo que permite que Rafe salga libre. Sarah pone fin a su falso matrimonio con John B. Confundida, se va a vivir con Topper. Él la invita a la hoguera anual. Una niña de la escuela invita a John B. El profesor de historia le da al Papa Dinamarca el diario de Tanny, que revela que la Cruz de Santo Domingo (el artefacto al que conduce la llave) estaba en el Royal Merchant. Rafe y Rose se enteran de que Ward no dejó ningún registro del oro. El diario de Dinamarca revela que el capitán Limbrey del "Merchant" robó el oro y la Cruz de un barco español que estaba en llamas y había pedido ayuda, dejando que los españoles murieran. Las tensiones estallan en la hoguera, John B golpea a Kelce y estalla una pelea. Después de la hoguera, Renfield aparece en el Cut y toma la llave de los Pogues. Limbrey aparece en Tannyhill y pide ver la habitación de la isla. Cuando Sarah llega más tarde, la habitación de la isla ha sido saqueada y todos, incluido Wheezie, han desaparecido.                                             |                                              |                |                                       |                           |
| 8 | «The Cross» «La Cruz»                        | Darnell Martin | Josh Pate & Shannon Burke             | 30 de julio de 2021       |
| Pope y JJ deducen del diario de Dinamarca y de sus últimas palabras que el tesoro está enterrado cerca de un árbol llamado Angel Oak, cerca de la Iglesia de los Libertos que Dinamarca construyó para los esclavos que liberó. En Angel Oak, los Pogue se dan cuenta de que el verdadero tesoro es el cuerpo de Cecilia; ponen una corona sobre su ataúd y la entierran de nuevo después de que Rafe, Renfield y Limbrey profanaran su tumba buscando la cruz. Una inscripción en el catalejo del "Comerciante", escondido en el árbol, revela que la cruz está en la iglesia. JJ y Kie consiguen la camioneta de su padre para que los Pogue puedan llegar a la iglesia; Luke se va de Kildare para siempre y JJ se despide de su padre. En la iglesia, Pope tiene una idea cuando ve cruces de madera sobre ellos a través del catalejo. Utiliza una palanca para revelar la cruz debajo de dos vigas huecas. Rafe y Renfield han seguido a los Pogue hasta allí. Las avispas empiezan a picar al Papa y este cae sobre los cojines que los Pogues han apilado debajo de él. La Cruz también cae.                                                                  |                                              |                |                                       |                           |
| 9 | «Trapped» «Atrapados»                        | Jonas Pate     | Josh Pate & Shannon Burke             | 30 de julio de 2021       |
| Los Pogues se van a buscar ayuda para la reacción alérgica de Pope; una dosis de epinefrina hace que Pope destruya su vehículo; en la iglesia, descubren que Renfield y Rafe se llevaron la cruz. Cansado de que los Limbrey intenten robarle el legado familiar, Pope declara que irá tras la cruz; los Pogues se unen a él. Una discusión entre Renfield y Limbrey da como resultado que él la tire al suelo, ella lo mate de un disparo y Rafe se vaya con el oro y la cruz. Rose le dice a Rafe que está sucediendo algo más grande. Sarah intenta colarse en Tannyhill, pero Rafe la encuentra y la encierra; Rose la droga y se van. Enfadado porque Rafe tiene su cruz, Pope lo persigue; JJ y John B siguen a Rose. Rafe se deshace del cuerpo de Renfield; Pope lucha contra él hasta llegar a un punto muerto, llama a Kiara y toma el arma de JJ. JJ y John B ven a los Cameron abordar un barco llamado "Coastal Venture" con el oro y la cruz (y Sarah como rehén). Pope provoca una explosión con el arma de JJ; los Pogues se esconden en un contenedor. Se revela que Ward está vivo.                                                                 |                                              |                |                                       |                           |
| 10 | «The Coastral Venture» «El Coastral Venture» | Jonas Pate     | Josh Pate & Shannon Burke             | 30 de julio de 2021       |
| Sarah discute con Ward y lo encierra en una habitación. Rafe comprueba si hay polizones. Kie encuentra una forma de salir del contenedor. Cleo está en el barco; ella pelea con Pope pero acepta confiar en él por John B y Sarah. John B le dice a los Pogues que Ward está vivo. Pope derriba al capitán Eberhimi; él, Cleo, JJ y Kie encierran a todos en el casco excepto a Rafe. Sarah consigue el bote salvavidas; JJ y Kie ayudan a Pope a levantar la cruz. Eberhimi escapa y libera a todos. Ward escapa e intenta estrangular a Sarah; John B lo incapacita; él y Sarah saltan. Eberhimi arroja a JJ por la borda; Kie salta para salvar a JJ. Los miembros de la tripulación ayudan a Rafe a recuperar la cruz disparándole a Pope, que salta por la borda con Cleo; suben al bote salvavidas, seguidos por Kie y JJ, que recupera la conciencia; los Pogues se van, aterrizando en una isla desierta a la que llaman "Poguelandia". El departamento del sheriff investiga su desaparición. Limbrey se encuentra con Big John; está vivo y acepta ayudarla si ella ayuda a John B.                                                                         |                                              |                |                                       |                           |

### Temporada 3 (2023)
| N.º | Título                                            | Dirigido por   | Escrito por               | Fecha de emisión original |
| --- | ------------------------------------------------- | -------------- | ------------------------- | ------------------------- |
| 1 | «Poguelandia»                                     | Jonas Pate     | Josh Pate & Shannon Burke | 23 de febrero de 2023     |
| Un mes después, los Pogues se las arreglan en su isla desierta, ahora conocida como "Poguelandia", cuando lo que parece ser un salvador de un avión los nota y viene a rescatarlos. Sin que ellos lo sepan, el piloto no es quien parece ser y Kiara es secuestrada en la pelea. Rafe, informando a Ward sobre su progreso, trabaja con Rose para encontrar un comprador para la cruz a pesar de sus dudas sobre que Rafe tome la iniciativa. Mientras tanto, la Sra. Limbrey se reúne con Big John Routledge, y él le dice que ha querido decirle a su hijo que ha estado vivo, pero que pondría en riesgo a John B. Los Pogues restantes se dirigen a buscar a Kiara y descubren más vínculos con el oro del Comerciante Real y la cruz. |                                                   |                |                           |                           |
| 2 | «The Bells» «Las Campanas»                        | Jonas Pate     | Josh Pate & Shannon Burke | 23 de febrero de 2023     |
| Kiara descubre la identidad de su captor, el misterioso Carlos Singh, que cree que su destino es descubrir el tesoro de El Dorado y necesita el diario de Denmark Tanny. Mientras sus amigos corren para liberarla, Kiara se siente desgarrada cuando se revela que Rafe también ha sido atraído a la propiedad de Singh y propone una alianza para que ambos puedan escapar. Big John usa las campanas de la iglesia local para atraer a John B hacia él. Kiara y Rafe escapan juntos, pero ella finalmente lo traiciona después de ver su naturaleza cruel, le roba su bote y se reúne con sus amigos, menos John B, quien ha decidido seguir las campanas, rezando para que sus instintos sean correctos y su padre esté vivo. |                                                   |                |                           |                           |
| 3 | «Fathers And Sons» «Padres e Hijos»               | Jonas Pate     | Josh Pate & Shannon Burke | 23 de febrero de 2023     |
| John B se sorprende al encontrar a su padre en la iglesia, con vida. Sin embargo, su reencuentro dura poco, ya que los hombres de Singh se acercan a ellos. El resto de los Pogues se ven obligados a huir sin John B después de que las fuerzas de Singh los atacaran, pero todos se dirigen a Kildare, OBX. El grupo se tensa cuando un Papa celoso se da cuenta de la tensión romántica entre Kiara y JJ, pero una conversación significativa con Cleo lo ayuda a superar sus sentimientos. |                                                   |                |                           |                           |
| 4 | «The Diary» «El Diario»                           | Darnell Martin | Josh Pate & Shannon Burke | 23 de febrero de 2023     |
| Ahora, de vuelta en los Outer Banks, volver a casa es más fácil para algunos que para otros. JJ descubre que lo han desalojado, la prometedora educación de Pope se ha desperdiciado y Sarah se encuentra sin hogar. Mientras tanto, John B ayuda a su padre a buscar pistas sobre la ubicación de El Dorado, pero la insistencia de Big John en mantener los planos entre ellos pone a prueba la relación de John B con la pandilla. |                                                   |                |                           |                           |
| 5 | «Heists» «Robos»                                  | Jonas Pate     | Josh Pate & Shannon Burke | 23 de febrero de 2023     |
| Rafe se pone furioso cuando descubre que Ward quiere donar la cruz de oro a un museo como gesto de buena voluntad. Regresa a OBX y los Pogues deciden robársela. El plan implica que Pope y Cleo se suban a escondidas al tren de cajas en el que está la cruz, mientras JJ y Kiara desactivan las vías que se encuentran más adelante. Sarah convence a Topper, que se muestra reacio, para que los ayude; sin embargo, se dan cuenta de que la cruz a bordo del tren era en realidad una falsificación, para gran consternación de Pope. Se revela que Rafe en realidad fundió la cruz, en contra de los deseos de su padre, y tiene la intención de vender las piezas. |                                                   |                |                           |                           |
| 6 | «The Dark Forest» «El Bosque Oscuro»              | Valerie Weiss  | Josh Pate & Shannon Burke | 23 de febrero de 2023     |
| La obsesión de Big John por encontrar el tesoro ha provocado que John B se vuelva reservado y distante de sus amigos y Sarah, quien lo insta a dejarla entrar. John B, estresado, le grita y Sarah se va, herida. JJ escucha a Rafe y Barry discutiendo sobre la cruz ahora derretida y se apresura a contárselo a Pope y Cleo. Pope, ya molesto por su educación fallida, se indigna al enterarse de la profanación de la cruz de su familia. Sarah se encuentra con Topper y él la invita a una fiesta, donde se reencuentra con sus viejos amigos Kook y besa impulsivamente a Topper. Cleo encuentra a Pope a punto de matar a Rafe, pero ella lo detiene y él se derrumba en sus brazos. John B y su padre avanzan en su búsqueda, pero Big John es tomado prisionero por Singh y se dirigen a Sudamérica. Ward regresa a Outer Banks. |                                                   |                |                           |                           |
| 7 | «Happy Anniversary» «Feliz Aniversario»           | Gonzalo Amat   | Josh Pate & Shannon Burke | 23 de febrero de 2023     |
| Sarah se despierta a la mañana siguiente, junto a Topper y se arrepiente de sus acciones. Ward visita a Rafe y le dice que sabe que robó la cruz, pero Rafe afirma su dominio sobre su padre y más tarde Barry le dice que Ward siempre será un problema y que la única solución es que lo maten. Ward más tarde tiene una reunión tensa con Sarah. JJ y John B encuentran a Neville, el último sobreviviente de la expedición, y les dice que para vivir y obtener el oro deben pasar una prueba y les da instrucciones para llegar a Sudamérica y salvar a Big John. En una fiesta de aniversario para los padres de Kiara, Sarah le confiesa a John B que lo engañó con Topper. Un John B desconsolado, cuando Topper lo incita, lo golpea frente a todos. Pope y Cleo buscan en las reliquias familiares de Pope pistas sobre Denmark Tanny y encuentran una carta invaluable de Tanny a su hija. |                                                   |                |                           |                           |
| 8 | «Tapping The Rudder» «Timón en Movimiento»        | Valerie Weiss  | Josh Pate & Shannon Burke | 23 de febrero de 2023     |
| Sarah comienza a cuestionarse quién es realmente y si realmente ama a John B. Ward, al ver la ambición sin límites de Rafe, lo separa de Cameron Enterprises, se amenazan mutuamente y Rafe apunta a Ward, pero no le dispara. Sarah visita a Topper, quien le dice que testifique contra John B, lo que ella acepta vacilante. John B y JJ ven a un traficante de drogas para que los lleve a Sudamérica a cambio de entregar sus drogas. Singh y Bigh John llegan a Orinoco, Venezuela. Sarah se reúne con su padre, quien le pide el jet para que John B pueda viajar a Sudamérica antes de que lo arresten. Rafe le pide a Barry que mate a Ward. El sheriff Shoupe arresta a John B. Los padres de Kiara le dicen que debe ir a un internado por el peligro que representa para sus amigos, especialmente JJ; Kiara se niega a ir. Sarah le dice a Topper que posponga su denuncia para que John B pueda ir a Sudamérica. John B y Sarah se reconcilian justo cuando Topper prende fuego a la casa.                                                                                           |                                                   |                |                           |                           |
| 9 | «Welcome To Kitty Hawk» «Bienvenida a Kitty Hawk» | Jonas Pate     | Josh Pate & Shannon Burke | 23 de febrero de 2023     |
| Rafe advierte a Ward que si no se va, algo muy malo le va a pasar. Mientras el grupo se prepara para irse, Kiara es llevada a la fuerza al internado. JJ le pide al grupo más tiempo para ir a rescatar a Kiara; en el camino llega el traficante de drogas para ajustar cuentas con él pero JJ los convence de que lo dejen ir con la historia de El Dorado. Rafe se arrepiente de querer matar a su padre, pero Barry le dice que alguien más lo va a hacer. Topper encuentra a Sarah y al grupo en el jet de Ward y le da a la policía su ubicación. Cuando Ward está a punto de ser asesinado, Rafe llega y lo salva; Ward es identificado por una persona y se prepara para huir. El sheriff Shoupe descubre que Ward todavía está vivo y que John B va a huir. Ward finalmente huye en el avión con el grupo, sin JJ y Kiara, mientras Shoupe llega. JJ llega al internado Kitty Hawk, donde se reencuentra con Kiara, se expresan su amor con un beso y escapan con la ayuda de Mike Barracuda, el traficante de drogas, con quien van a Sudamérica. Singh y Big John se acercan al tesoro. |                                                   |                |                           |                           |
| 10 | «Secret Of The Gnomon» «El Secreto Del Gnomon»    | Jonas Pate     | Josh Pate & Shannon Burke | 23 de febrero de 2023     |
| En Tres Rocas, John B y el grupo se separan para encontrar a José y mientras lo buscan, John B y Sarah encuentran a Big John y lo salvan. John B, Sarah y Big John encuentran a José con Ward, quien pagó el viaje, y se van con él. JJ, Kiara, Pope y Cleo ahora están juntos. Big John, John B y Sarah llegan a Solana, traducen con éxito la estatua y encuentran el camino a El Dorado; Singh los encuentra y descubren que Ward los ha traicionado. Comienza una pelea en la que Bigh John resulta fatalmente herido. Pope y Cleo se declaran su amor mutuo. En la cueva, John B y Sarah entran y terminan encontrando El Dorado; Singh entra a la cueva. Cuando John B y Sarah regresan, se encuentran con Singh, quien muere tratando de evitar que la entrada explote. Cuando escapan, Ward intenta robar el oro, pero finalmente se sacrifica por Sarah y muere; Big John sucumbe a sus heridas y también muere. 18 meses después, de vuelta en los Outer Banks, el grupo es reconocido por el descubrimiento de El Dorado. El grupo acepta otra misión, la del barco de Barbanegra.      |                                                   |                |                           |                           |

### Temporada 4 (2024)
| Parte 1 |                                               |              |                           |                        |
| 1 | «The Enduro» «El Enduro»                      | Jonas Pate   | Josh Pate & Shannon Burke | 10 de octubre de 2024  |
| 18 meses antes de que se les reconozca su descubrimiento de El Dorado, el grupo toma el dinero del oro obtenido y compra el terreno de JJ al banco por un 33% más de lo que valía. Reconstruyen, añaden un puesto de pesca y un muelle, y montan un negocio, ahorrando su última pepita de oro (~$20k) para los impuestos a la propiedad. JJ lo toma y apuesta por sí mismo para ganar una carrera de motos de cross. JJ y Rafe están empatados, pero son eliminados justo antes de la línea de meta. Topper gana la carrera. Pope le dice al grupo que tienen $13,000 en impuestos a la propiedad que deben pagar en 7 días y no tienen gastos generales. Los arqueólogos inspeccionaron la cueva y confirmaron la existencia de la Ciudad de Oro, escrita en el Sentinel y honran al grupo como héroes, lo que les lleva a conocer al hombre que les cuenta la historia del Capitán Barbanegra. Necesitados de dinero, el grupo se dirige en busca del tesoro de Barbanegra y se encuentran con Chandler Groff en Blackstone. |                                               |              |                           |                        |
| 2 | «Blackbeard» «Barbanegra»                     | Jonas Pate   | Josh Pate & Shannon Burke | 10 de octubre de 2024  |
| Ahora dentro de la casa, el grupo se encuentra con Wes, quien les cuenta sobre una maldición del fantasma de la esposa de Barbanegra que ha estado matando a su familia durante 300 años; Groff les dice que recuperar un amuleto rompería la maldición, que está en el último barco de Barbanegra, The Adventure. Rafe sigue luchando por la muerte de su padre y conoce a Hollis Robinson. Pope va a preguntarle a su tío sobre la ubicación de The Adventure, pero no obtiene respuesta; JJ y John B obtienen la ubicación de un guardacostas. El grupo está en peligro de perder negocios. El grupo se prepara para encontrar The Adventure, con JJ y Kiara buceando hasta él. Kiara y JJ llegan al barco, donde se encuentran con otra persona y se produce una pelea; el oxígeno de Kiara se rompe. Al mismo tiempo, un barco se acerca a Pope y John B, pero no los ven. Kiara y JJ logran llegar a la superficie con dificultad, pero con el amuleto; son llevados de urgencia al hospital debido a la enfermedad por descompresión. Cuando van a ver a Wes en busca de respuestas, se sorprenden al encontrar a Shoupe, ya que Wes ha muerto. |                                               |              |                           |                        |
| 3 | «The Lupine Corsairs» «Los Corsarios Lupinos» | Gonzalo Amat | Josh Pate & Shannon Burke | 10 de octubre de 2024  |
| El hombre que atacó a Kiara y JJ visita el hospital y es ingresado en urgencias por su herida de lanza. Él y JJ se miran a los ojos. JJ y Kiara salen de la cámara hiperbárica cuando la enfermera no los deja salir. JJ provoca una distracción mientras Kiara agarra el expediente del atacante. Sarah y John B. visitan un centro islámico para pedir ayuda para leer la inscripción del amuleto. El asistente lee lo que puede y dice que está maldito y los echa después de que John B dice que es descendiente directo de Barbanegra. Pope escucha al atacante y a una mujer hablando sobre The Snapper, el amuleto "la pieza" y "La Corona Azul". Sofia escucha a Rafe decir que no está "viviendo con un Pouge" y que tiene "estándares". Herida, aparentemente decide que va a aceptar la oferta de pago de Hollis para empujarlo a cualquier trato que esté tratando de hacer con él. |                                               |              |                           |                        |
| 4 | «The Swell» «Las Olas»                        | Gonzalo Amat | Josh Pate & Shannon Burke | 10 de octubre de 2024  |
| En el barco, Terrance intenta convencer a Cleo de que entregue el amuleto para que la dejen vivir. Mientras el grupo va a hacer surf, Pope busca respuestas sobre el amuleto, primero hablando con el profesor Sunn y luego yendo a un museo dedicado a Barbanegra. De vuelta en la isla, Lightner llama a Pope, diciéndole que si no llega pronto matará a Cleo; cuando llega se desata una pelea en la que Terrance es asesinado y Lightner escapa con el amuleto. Al llegar a la playa, Topper y John B tienen una conversación tensa, aunque termina en buenos términos. La tensión finalmente estalla entre los Pogues y los Kooks después de que Ruthie mata a una de las tortugas de la eclosión de tortugas y Kiara se enfrenta a Ruthie y reprende a los Kooks por su falta de empatía; JJ amenaza con matar a los Kooks. En la casa, el grupo esconde el cuerpo de Terrance justo cuando Shoupe llega para hablar con JJ sobre sus acciones en la playa. Pope les dice que ha descubierto que la Batería Media Luna está en Charleston, adonde se dirigen. |                                               |              |                           |                        |
| 5 | «Albatross» «El Albatross»                    | Jonas Pate   | Josh Pate & Shannon Burke | 10 de octubre de 2024  |
| John B y los otros Pogues van a una iglesia para encontrar el mapa que les dice dónde está la Corona Azul. Pope y Sarah van bajo tierra a la cripta mientras John B y Cleo son los vigías. El atacante y su jefe (el Capitán) usan el amuleto para ingresar a la cripta desde una tumba falsa. Pope y Sarah se esconden mientras el atacante y el Capitán encuentran el mapa de la Corona Azul. Salen por la tumba y Pope y Sarah quedan atrapados en la cripta, que lentamente se inunda de agua. Mientras tanto, JJ encuentra una carta dirigida a él y llama a un amigo. Se entera de que su padre vivió en la casa de su amigo todo el tiempo y no fue a Sudamérica. JJ y Luke huyen de la policía y Luke le da a JJ una noticia impactante, que es que Luke no es el padre biológico de JJ, sino Chandler Groff. Groff y Hollis son socios; Holly le promete a Groff que será glorioso. |                                               |              |                           |                        |
| Parte 2 |                                               |              |                           |                        |
| 6 | «The Town Council» «El Ayuntamiento»          | Jonas Pate   | Josh Pate & Shannon Burke | 7 de noviembre de 2024 |
| Luke le cuenta a JJ que es el hijo de Larissa Genrette y Chandler Groff al que se daba por muerto junto con su madre, pero que Groff en realidad se lo entregó a Luke para que lo criara. JJ se va confundido y sin dejar que su padre termine; le cuenta la historia a Kiara y le pide que no se la cuente a los demás. Cuando el grupo se reúne, comienzan a hablar sobre la Corona Azul y principalmente sobre cómo se defenderán sin un abogado. JJ y John B citan a Pogues de la isla mientras Sarah habla con Rafe, quien le dice que deben recuperar el oro y a Wheezie de Rose, pero ella no acepta porque no confía en él. En el ayuntamiento, se enteran de que la decisión ya fue votada y aunque John B intenta defender la propiedad, no tiene efecto ya que Luke ha traicionado a JJ y sus amigos por la amnistía. Tras esto, JJ golpea a un policía y comienza a huir, desatando un motín. Finalmente, JJ se ve acorralado y sus amigos intentan que se entregue, pero él se niega porque "no dejará de luchar contra quienes le han quitado todo"; JJ huye y Pope golpea a un policía que apuntaba a JJ y es arrestado. Groff y Rafe cierran un trato justo cuando JJ llega para hablar con Groff.                                                               |                                               |              |                           |                        |
| 7 | «Mothers and Fathers» «Madres y Padres»       | Erica Dunton | Josh Pate & Shannon Burke | 7 de noviembre de 2024 |
| Groff le niega a JJ que él sea su padre. Lightner y su pandilla llegan para capturar a Groff, lo que lo obliga a él y a JJ a escapar. Mientras JJ se prepara para huir de la isla sin él, Groff confiesa que él es su padre; Groff y JJ finalmente son capturados. Pope es puesto en libertad condicional y se le prohíbe ver a sus amigos. Kiara le menciona a John B que sabe dónde podría estar JJ y cuando va a llamar a Sarah ve que se ha hecho una prueba de embarazo, que dio positivo. Groff le dice a JJ que después de la muerte de Larissa no se sentía capaz de criarlo, pero ahora quiere actuar como su padre. Pope tiene que elegir entre unirse al Cuerpo de Marines o ir a prisión. John B y los Pogues encuentran a JJ y Groff. Groff alguna vez fue parte de la tripulación enemiga; cuando están a punto de matar a JJ y Groff, John B lanza un primer cóctel Molotov que golpea accidentalmente su bote y un segundo que golpea el barco enemigo, lo que permite que JJ y Groff escapen; John B ayuda a JJ a escapar y en el proceso roban el mapa de la Corona Azul. |                                               |              |                           |                        |
| 8 | «Decision Day» «Trama Familiar»               | Erica Dunton | Josh Pate & Shannon Burke | 7 de noviembre de 2024 |
| Los Pogues intentan descifrar el mapa cuando llega Groff; Groff explica al grupo el origen del mapa, creado por Murat el Joven, y que solo se puede leer con una lente especial, encontrada en la tumba de Larissa. Sarah le revela a John B que está embarazada. Cuando JJ y Groff obtienen la lente, Groff encierra a JJ en la tumba y toma la lente. Groff luego va a Poguelandia para robar el mapa, pero es descubierto por Kiara; Kiara lo confronta y Groff la deja inconsciente y se va. Pope está a punto de unirse a los Marines, pero se va en el último momento. John B y Sarah intentan casarse, pero el palacio de justicia está cerrado; los Kooks comienzan una persecución tras los Pogues y Pope los rescata. Groff regresa por JJ y van a la casa de Hollis; Groff y Hollis discuten y Groff termina matándola y llevándose el dinero. Más tarde, en medio del mar, Groff y JJ discuten; JJ lo acusa de matar a Larissa y Groff se va en el barco, dejando a JJ varado en el mar, quien es rescatado por los Pogues. Groff va al barco de los Lupine Corsairs y les da el pergamino y la lente. |                                               |              |                           |                        |
| 9 | «The Storm» «La Tormenta»                     | Jonas Pate   | Josh Pate & Shannon Burke | 7 de noviembre de 2024 |
| Groff denuncia la desaparición de Hollis y la policía la encuentra muerta; JJ es culpado después de que Groff planta evidencia. La policía comienza a buscar a JJ, aunque Shoupe sospecha de Groff y pide una investigación. Cuando los Pogues descubren que JJ es buscado, deciden ir a Marruecos para obtener la Corona Azul y detener a Groff; intentan robar un barco capaz de hacer el viaje, pero fallan. Shoupe descubre los antecedentes penales de Groff. Cuando Shoupe va a arrestar a JJ, Rafe llega y salva a los Pogues; Shoupe los deja ir para capturar a Groff. Antes de irse, JJ noquea a Rafe y lo atan en el barco. John B le dice a JJ que va a ser padre, pero JJ, borracho, le dice que no está listo. Los Pogues enfrentan una tormenta en medio del mar; Kiara libera a Rafe para que no se ahogue. Sarah se cae del barco y JJ salta para salvarla, pero aparentemente ambos mueren. En Marruecos, el grupo encuentra a JJ y Sarah sanos y salvos; John B y JJ se reconcilian con un abrazo. |                                               |              |                           |                        |
| 10 | «The Blues Crown» «La Corona Azul»            | Jonas Pate   | Josh Pate & Shannon Burke | 7 de noviembre de 2024 |
| John B y Sarah revelan al grupo que van a ser padres. Los Pogues llegan a Esauira y después de robar comida para Sarah, la policía comienza a perseguirlos y Rafe y el grupo se separan. Rafe encuentra a Groff en un hotel y lo salva justo cuando Lightner está a punto de matarlo. Los Pogues llegan al muelle y se dirigen al bote de Terrance; John B y Sarah se enteran de que deben ir a Agapenta, JJ los salva de recibir un disparo y el grupo escapa. Groff le cuenta a Rafe sobre la traición de Sofía y Rafe arroja a Groff a un pozo. Los Pogues encuentran a Groff; JJ y Groff hablan, pero no lo rescatan. En Agapenta, Rafe es atacado por los Lupine Corsairs y están a punto de matarlo; Sarah les dispara y comienza una cacería humana para Rafe y los Pogues. Sarah le dice a Rafe la razón por la que murió su padre y se reconcilian; John B descifra el mapa. Pope dispara y mata a Lightner. JJ encuentra la Corona Azul. Groff, que ha escapado del pozo, toma a Kiara como rehén. JJ le da la Corona Azul a cambio de Kiara, pero Groff lo apuñala; en los brazos de Kiara, ella y JJ se declaran su amor y JJ muere. Groff se prepara para huir a Lisboa con la Corona Azul y el grupo, especialmente Kiara, juran vengarse de Groff por matar a JJ. |                                               |              |                           |                        |

## Producción

### Desarrollo
En enero de 2019, hubo noticias de que Netflix había ordenado la serie. El 3 de mayo de 2019, Netflix anunció oficialmente que le había dado a la producción un pedido de serie para una primera temporada de diez episodios. La serie fue creada y producida por Josh Pate, Jonas Pate y Shannon Burke.
El 28 de abril de 2020, Jonas Pate declaró que ya habían estado trabajando en los guiones de la segunda temporada «durante unos meses» desde antes de que se estrenara la primera temporada, ya que Netflix les «había dado luz verde». En julio de 2020, la serie fue renovada para una segunda temporada que se estrenó el 30 de julio de 2021.
El 7 de diciembre de 2021 la serie fue renovada para una tercera temporada que se estrenó el 23 de febrero de 2023.
El 18 de febrero de 2023 la serie fue renovada para una cuarta temporada que se estrenó en 2 partes, la 1ra el 10 de octubre de 2024 y la 2da el 7 de noviembre de 2024.
El 4 de noviembre de 2024 la serie fue renovada para una quinta y última temporada que se estrenará próximamente.

### Escritura
El showrunner de la serie, Jonas Pate, declaró en una entrevista con Entertainment Weekly que «hay mucha más historia planeada más allá del final de la temporada 1 [...] Desde que comenzamos, siempre lo vimos como algo que probablemente sería un programa de cuatro temporadas, quizás cinco, pero definitivamente cuatro», agregó que «La hemos llevado [la trama] bastante lejos. Solo espero tener la oportunidad de contar esas historias». Hablando del final de la primera temporada, Pate comentó «Nos encanta la combinación de amigos en esta emocionante aventura de fantasía, y sentimos que realmente acabamos de jugar la primera ronda de esa historia. [...] Sentimos que tenemos muchos más giros y vueltas que explorar».
Pate también declaró que «uno o dos episodios» de la segunda temporada tendrían lugar en las Bahamas (Nasáu), pero que regresarían a Outer Banks bastante rápido ya que es «nuestro hogar espiritual». Sobre como eso cambiaría la estructura del programa, Pate dijo «Los Pogues piensan que John B. y Sarah están muertos [...] eso nos dio algunas posibilidades dramáticas que podríamos explorar antes de reunirlos a todos. [...] Sentimos que el programa funciona mejor cuando tenemos a los Pogues juntos». En cuanto a como continuaría el personaje Ward Cameron, dijo «Es un personaje muy astuto [...] muy resbaladizo. Está dispuesto a doblegar la verdad y hacer todo tipo de cosas que te volverán loco porque solo quieres que obtenga justicia, y creo que montaremos esa línea un poco más en la temporada 2». También declaró que se seguirían explorando las posibilidades amorosas de Kiara, así como «la patología de Rafe a medida que comienza a desmoronarse después de haber asesinado a Peterkin», y a Topper en «un papel bastante importante [...] con un gran debate de si hará lo correcto o lo de su clase [Kook]». Pate también anunció que presentarían algunos nuevos villanos, misterios e ideas en la segunda temporada, pero que todo surgiría «de la misma columna vertebral de la historia [el tesoro]». Madison Bailey, quien interpreta a Kiara, dijo que espera que su personaje haga «todo lo posible para limpiar el nombre de John B.».

### Casting
Junto con el anuncio inicial de la serie, se informó que en el elenco principal estarían Chase Stokes como John B., «el carismático líder del equipo de Pogues»; Madelyn Cline como Sarah Cameron, «la vivaz abeja reina de Outer Banks»; Madison Bailey como Kiara, «una chica hippie atlética con una racha socialista»; Jonathan Daviss como Pope, «el más inteligente de los Pogues»; Rudy Pankow como JJ, «el amigo más antiguo de John B. y un compañero Pogue»; Charles Esten como Ward Cameron, «un hombre de negocios rico que irradia una autoridad informal, y el padre de Sarah y Rafe»; Austin North como Topper, «el rey de los Kook, un surfista de rango nacional, y el novio de Sarah»; y Drew Starkey como Rafe, «el hermano mayor de Sarah que es desertor de la universidad y una mala influencia».
En abril de 2019 se estaban buscando extras adolescentes y adultos a los cuales se les pagaría USD $80 dólares por cada 8 horas de trabajo. El 2 de julio de 2019, Caroline Arapoglou fue elegida en el papel recurrente de Rose Cameron, «una joven agente de bienes raíces exitosa, esposa trofeo y madrastra que vive en Outer Banks».

### Filmación
Originalmente la serie estaba planeada para ser filmada en Wilmington, Carolina del Norte, donde el showrunner Jonas Pate creció e imaginó estaría ubicada la serie, pero no fue filmada allí, así como en los Bancos Externos (Outer Banks), en protesta de Netflix en contra del HB-142, una ley estatal de Carolina del Norte que impide que las ciudades aprueben leyes que protejan el acceso de las personas transexuales a alojamientos públicos. La fotografía principal de la serie comenzó el 1 de mayo de 2019 en Charleston, Carolina del Sur. La filmación finalizó en Charleston en octubre de 2019. Se filmaron escenas en Shem Creek de Lowcountry, Old Village de Mount Pleasant, James Island, Johns Island, McClellanville, Kiawah Island, Charleston Harbor, el faro de Morris Island, y Hunting Island de Beaufort. El showrunner Jonas Pate dijo que cuando el programa se mudó a Charleston, «fue fácil de adaptar, con muchas costas, playas de pueblos y faros comparables».
En abril de 2020, Pate dio a conocer que filmaron versiones diferentes de cómo terminaría la primera temporada, porque «queríamos ver algunas antes de decidir la que hicimos», también dijo que las guardará «en caso de que quiera usarlas más tarde».
En febrero de 2022 se anunció el inicio de la producción de la tercera temporada, que terminó de rodarse entre junio y agosto del mismo año, para luego en septiembre anunciar su estreno para el 2023 con un primer teaser.

## Lanzamiento
El tráiler oficial de la primera temporada fue lanzado el 31 de marzo de 2020. La temporada fue lanzada mundialmente el 15 de abril de 2020 por Netflix.
El tráiler oficial de la segunda temporada fue lanzado el 14 de julio de 2021. La temporada fue lanzada mundialmente el 30 de julio de 2021 por Netflix.
El tráiler oficial de la tercera temporada fue lanzado el 2 de febrero de 2023. La temporada fue lanzada mundialmente el 23 de febrero de 2023 por Netflix.

## Recepción

### Recepción crítica
En el sitio web agregador de reseñas Rotten Tomatoes, la serie tiene una calificación de aprobación del 68% basado en 19 reseñas, con una calificación promedio de 6.86/10. El consenso crítico del sitio web dice: «El melodrama exagerado de Outer Banks se equilibra con un fuerte sentido de aventura que seguramente enganchará a aquellos que buscan capturar ese sentimiento de verano». En Metacritic, tiene un puntaje promedio ponderado de 61 de 100 basado en 9 reseñas, lo que indica «reseñas generalmente favorables».
Nicole Hill, de Den of Geek, le dio un 4/5 y dijo «Si alguna vez te has preguntado qué pasaría si Nicholas Sparks escribiera National Treasure para un público adulto joven, la respuesta podría ser Outer Banks». Brian Tallerico, de RogerEbert.com, encontró que «el elenco joven aquí es sorprendentemente carismático». Kayla Cobb, de Decider, declaró que «Entre sus locas aventuras y las infinitas escenas de trajes de baño se encuentra uno de los dramas adolescentes más divertidos que se ha estrenado en meses». Richard Lawson, de Vanity Fair, sintió que «No es un mal lugar para visitar por un tiempo, todo luminoso, aireado y deliciosamente abierto». Allison Keene, de Paste Magazine, le dio 8/10 y dijo que «Outer Banks no es exactamente saludable, pero hay algo en su aventura bañada por el sol que se siente emocionalmente auténtica para la experiencia adolescente». Steve Greene, de IndieWire, le dio una «B-» y señaló que «Algunas de esas confrontaciones posteriores se doblan bajo el peso de su trama conectada, pero cuando Outer Banks marca su melodrama en su propio punto dulce, hay suficiente diversión para mantener una audiencia hambrienta de historias siguiendo el camino». John Serba, de Decider, declaró sobre el primer episodio que «elegante y hábilmente diseñado, es probable que el primer episodio de Outer Banks atraiga a muchos espectadores». Keith Watson, de Metro, le dio 3/5 y comparó la serie diciendo que «es Stranger Things en Movida de verano. Pero también es una rebanada de hokum delirantemente tonto para estos días tontos».
Josh Bell, de CBR, declaró que «Se siente como un programa que habría durado media temporada en The CW hace cinco o 10 años». Dan Fienberg, de The Hollywood Reporter, dijo en su reseña que «El programa está plagado de personajes e hilos de la trama que podrían haber sido relevantes o incluso importantes en una temporada de 13 episodios o una novela para adultos jóvenes que ofreciera más espacio para respirar». Kayla Kumari Upadhyaya, de The A.V. Club, le dio una «B» y dijo «La falta de matices de la serie a veces elimina las apuestas emocionales, pero aún logra crear una serie de suspenso y misterio muy emocionante con toques de romance adolescente». Roger Moore, de Tribune News Service, le dio 2/5 y dijo que es «Bloodline con ruedas de entrenamiento, Scooby-Doo con palabrotas... deja esto a los niños». John Anderson, de The Wall Street Journal, dijo en su reseña «Cualquier deficiencia dramática será ignorada por aquellos atraídos por la premisa básica del programa: los jóvenes que viven sin supervisión, al margen de la sociedad, pero que aún se comportan como si tuvieran un equipo de abogados». Paul Tassi, de Forbes, pensó que «Outer Banks de Netflix es Ozark conociendo a The O. C., pero peor que ambas».

### Visualización
La primera temporada se estrenó el 15 de abril de 2020 y para el 17 de abril ya se había posicionado en el top 10 de las series más vistas en Netflix Estados Unidos en ese momento, y para mayo ya se encontraba en el puesto N.º 1.